# ماسلبره
ماسلبره (بالإنجليزيَّة: Musselburgh، وتُلفظ: /ˈmʌsəlbərə/، وبالإسكتلنديَّة: Musselburrae) هي أكبر بلدات منطقة لوثيان الشرقيَّة في إسكتلندا. تقع ماسلبره على ساحل خور فورث على بعد 8 كيلومترات (5 أميال) شرقي وسط العاصمة إدنبرة، ويبلغ عدد سكانها 21,100 نسمة.

## النقل

### السكك الحديدية
تُخدَّم البلدة من خلال محطتين للسكك الحديدية. تقع محطة ماسلبره للسكك الحديدية غربي البلدة بالقرب من جامعة الملكة مارغريت، وتتوفر فيها خدمات شركة سكوت ريل المعهودة. تصل المحطة ما بين محطة إدنبرة ويفرلي وصولًا إلى محطة نورث بيرك. تعد هذه المحطة حديثة نسبيًا حيث افتتحت في عام 1988. أمّا محطة السكك الحديدية الثانية التي تُخدِّم البلدة فهي محطة واليفورد للسكك الحديدية، والتي تقع شرقي البلدة في قرية واليفورد. افتتحت هذه المحطة في عام 1994.

### الحافلات
تخدِّمُ عدد من شركات الحافلات المأجورة البلدة.

### الطرق البرية
يمر طريق A1 من البلدة ويلتقي بطريق A720 عند نهاية البلدة قبل أن يمتد وصولًا إلى قلب العاصمة الإسكتلنديَّة إدنبرة.

## أعلام بارزون
طب
- ديفيد موير ماكبث، طبيب وكاتب

أدب وفنون
- مارغريت أوليفانت، روائية وكاتبة تاريخية

رياضة
- غاري أندرسون
- أليستير براون
- بيلي براون
- جون كلارك
- جيسون هولت
- جون مكغلاين
- كيني ميلر
- ألان مورغان
- سكوت موراي
- إيفون موراي
- كولين نيش
- ويلي أورموند
- كريس رينتون
- جورج ووكر
- جون وايت

## وصلات خارجية
- بيانات التعداد السكاني (PDF) (بالإنجليزية)